# Ray Charles
Ray Charles (Albany, Geòrgia, 23 de setembre de 1930 - Beverly Hills, Califòrnia, 10 de juny de 2004) fou un cantant, músic i compositor estatunidenc. Charles va quedar cec durant la infància a causa d'un glaucoma.

## Biografia
El seu primer èxit va ser Mess Around, basat en el clàssic de 1929 Pinetop's Boogie Woogie de Pinetop Smith i escrit pel seu productor a Atlantic Records, Ahmet Ertegün. Va tenir un altre èxit amb el ball de rap urbà de It Should Have Been Me, però va arribar al seu major nivell amb l'impuls del gospel de I Got A Woman (1955). Aquest va ser seguit per This Little Girl of Mine, Drown in My Own Tears, Hallelujah I Love Her So, i Lonely Avenue; algunes d'aquestes van ser cançons gospel convertides amb lletres populars, i les altres balades de blues.
No obstant això, Charles va ser criticat per cantar cançons gòspel amb lletres populars, encara que hi ha una gran tradició de posar lletres religioses a cançons i viceversa. Thomas A. Dorsey, un dels fundadors de la música gòspel, que també va tenir una carrera significativa en la música popular. Solomon Burke i Little Richard fins i tot es van moure entre els dos estils.
Després d'una aparició al Newport Jazz Festival va assolir un èxit important amb (The Night Time is) The Right Time i la seva cançó més popular de 1959, What'd I Say. L'essència d'aquesta fase de la seva carrera es pot escoltar en el seu àlbum en viu Ray Charles en persona, gravat davant d'una gran audiència afroamericana a Atlanta el 1959. Aquest àlbum fins i tot presenta el primer xou en viu de What'd I Say i va tenir un gran èxit a Atlanta, mesos abans va ser gravada en l'estudi una millor versió en dues parts.
Charles va començar a anar més enllà dels límits de la seva síntesi blues-gospel mentre seguia amb Atlantic que ara l'anomenava El Geni. Va gravar amb moltes orquestres i molts artistes de Jazz com Milt Jackson i fins i tot va fer el seu primer cover de música country amb el I'm Movin' On de Hank Snow.
Després, es va canviar a ABC Records. A ABC, Charles va tenir molt control sobre la seva música i va expandir la seva atenció no en projectes laterals experimentals sinó amb música pop, donant com a resultat la cançó Unchain My Heart i el nombre 1 a les llistes de Billboard, Hit the Road, Jack. El 1962, Charles va sorprendre la seva nova audiència externa amb el seu important àlbum Modern Sounds in Country and Western Music, que inclou els temes I Can't Stop Loving You i You Don't Know Me. Això va ser seguit per una sèrie d'èxits, incloent-hi You Are My Sunshine, Crying Time, Busted i Unchain My Heart.
El 1961 va fer un duet en un àlbum amb la vocalista de jazz Betty Carter.
El 1965, Charles va ser arrestat per possessió d'heroïna, una droga a la qual va ser addicte durant 17 anys, va ser el seu tercer arrest per aquest motiu, però va evitar la presó després de deixar l'hàbit en una clínica de Los Angeles. Va passar un any en llibertat condicional i va realitzar el Lets Go Get Stoned d'Ashford & Simpson (1966).
Després de 1970, Charles va realitzar el que seria un èxit o la seva pèrdua, amb alguns èxits populars i treballs aclamats per la crítica i alguna música que va ser rebutjada com còpia i permanent. Es va concentrar en espectacles en viu, encara que la seva versió de Geòrgia On My Mind, una cançó originalment escrita per a una noia que es deia Georgia, va ser un èxit i aviat va ser proclamada com la cançó per excel·lència de Geòrgia. Fins i tot va tenir èxit amb la seva única versió de America the Beautiful. El 1980 Charles va fer una breu aparició en The Blues Brothers.
A finals de 1980, va incrementar el seu reconeixement entre la seva audiència. El 1985, Night time is the Right time va ser usada en l'episodi Happy Anniversary de The Cosby Show. El 1986, va col·laborar amb Billy Joel en Baby Grand per a l'àlbum de Joel The Bridge. El 1987, Charles va aparèixer en l'episodi Hit the Road, Chad, de Who's the Boss. Charles canta la cançó Always a Friend. També va aparèixer moltes vegades en l'espectacle The Nanny, tocant amb Yetta (Ann Guilbert). Amb aquesta fama retrobada al començament dels 90, Charles va convidar vocalistes per a alguns projectes. Això incloïa a la cançó d'INXS Please (You'veu Got That…), en el Full Moon, Dirty Hearts, així com la cançó Designing Women en la seva sisena sessió. També va aparèixer (amb Chaka Khan) a l'èxit del seu vell amic Quincy Jones I'll Be Good To You l'any 1990. El 2004 Charles va realitzar un àlbum de duets, Genius Loves Company, que va ser nominat als Premis Grammy a Millor àlbum vocals pop, àlbum de l'any, i cançó de l'any. Va guanyar l'Àlbum de l'any i cançó de l'any. Un duet amb Norah Jones, Here We Go Again, va ser nominat a Millor cançó.
Va morir a l'edat de 73 anys, el 10 de juny de 2004 a la seva casa de Beverly Hills (Califòrnia).

## Llegat

### Influència en la indústria musical
Charles posseïa una de les veus més reconegudes de la música nord-americana. En paraules del musicòleg Henry Pleasants:
| «                                                     | Sinatra, i Bing Crosby abans que ell, havien estat mestres de paraules. Ray Charles és un mestre dels sons. Els seus registres revelen un extraordinari assortiment de insults, lliscaments, girs, crits, plors, trencaments, crits, crits i crits, tots meravellosament controlats, disciplinats per la inspiració musical, i aprofitats fins a enginyoses subtileses d'harmonia, dinàmica i ritme ... ja sigui el cant d'un home amb un vocabulari inadequat per expressar allò que té al cor i a la ment o bé d'un dels sentiments massa intensos per a una articulació verbal o convencionalment melòdica satisfactòria. No t'ho pot dir. Ni tan sols t'ho pot cantar. Ha de plorar-te, o cridar-te, amb tons eloqüents de desesperació o d'exaltació. La veu sola, amb poca ajuda del text o de la música notada, transmet el missatge. | » |
| — Henry Pleasants, The Great American Popular Singers | |   |

El seu estil i èxit en els gèneres de rhytm i blues, blues i jazz van influir en diversos artistes de gran èxit, inclosos, com ha assenyalat Jon Pareles, Elvis Presley, Aretha Franklin, Stevie Wonder, Van Morrison i Billy Joel. Altres cantants que han reconegut la influència de Charles en els seus propis estils són James Booker, Steve Winwood, Richard Manuel, i Gregg Allman. Segons Joe Levy, editor de música de Rolling Stone, "els èxits que va fer per a Atlantic a mitjan anys 50 van traçar tot el que passaria amb el rock'n'roll i la música soul en els anys següents". Charles també va ser una inspiració per al membre de Pink Floyd, Roger Waters, que va dir al diari turc Hurriyet: "Tenia uns 15 anys. A mitja nit amb els amics, escoltàvem jazz. Era "Georgia on My Mind", versió de Ray Charles. Llavors vaig pensar: "Un dia, si faig que algunes persones sentin només una vintena part del que sento ara, ja serà suficient per a mi".
Ray, un film biogràfic que retrata la seva vida i carrera entre mitjans de la dècada de 1930 i el 1979, es va llançar a l'octubre del 2004, amb Jamie Foxx com a Charles. Foxx va guanyar el 2005 l'Oscar al millor actor pel paper.

### Contribució al moviment pels drets civils
El 15 de març de 1961, poc després de l'èxit de la cançó "Georgia on My Mind" (1960), Charles tenia previst actuar en un ball a l'Auditori Bell d'Augusta, però va cancel·lar l'espectacle després de comunicar-li estudiants del Paine College que la pista de ball de l'auditori més gran es restringiria als blancs, mentre que els negres estarien obligats a seure al balcó del Music Hall. Charles va abandonar la ciutat immediatament després de fer saber al públic per què no actuaria. Dies més tard, el promotor va demandar Charles per incompliment del contracte, i va rebre una multa de 757 dòlars al Tribunal Superior del Comtat de Fulton, a Atlanta, el 14 de juny de 1962. L'any següent, Charles va actuar en un concert desagregat de l'Auditori Bell juntament amb el seu grup The Raelettes el 23 d'octubre de 1963, tal com es representa a la pel·lícula de 2004, Ray. El 7 de desembre de 2007 es va obrir la Ray Charles Plaza a Albany (Geòrgia), amb una escultura giratòria i il·luminada de bronze de Charles assegut al piano.

## Discografia

### Singles
| Any  | Cançó                                                      | Llista EUA | Llista R&B | Llista RU |
| ---- | ---------------------------------------------------------- | ---------- | ---------- | --------- |
| 1949 | "Confession Blues"                                         |            | 2          |           |
| 1951 | "Baby Let Me Hold Your Hand"                               |            | 5          |           |
| 1952 | "Kiss-A Me Baby"                                           |            |            |           |
| 1952 | "It Should Have Been Me"                                   |            |            |           |
| 1953 | "Mess Around"                                              |            | 3          |           |
| 1954 | "Sinner's Prayer"                                          |            |            |           |
| 1955 | "I Got a Woman"                                            |            | 1          |           |
| 1955 | "This Little Girl of Mine"                                 |            | 9          |           |
| 1955 | "Blackjack"                                                |            | 8          |           |
| 1955 | "Greenbacks"                                               |            | 5          |           |
| 1955 | "A Fool For You"                                           |            | 1          |           |
| 1956 | "Hallelujah I Love Her So"                                 |            | 5          |           |
| 1956 | "Mary Ann"                                                 |            | 1          |           |
| 1956 | "Lonely Avenue"                                            |            | 6          |           |
| 1956 | "Drown In My Own Tears"                                    |            | 1          |           |
| 1956 | "What Would I Do Without You"                              |            | 5          |           |
| 1957 | "Ain't That Love"                                          |            | 9          |           |
| 1957 | "Swanee River Rock"                                        | 34         | 14         |           |
| 1958 | "Rockhouse (Part 2)"                                       | 79         |            |           |
| 1959 | "Night Time Is the Right Time"                             | 95         | 5          |           |
| 1959 | "That's Enough"                                            |            | 19         |           |
| 1959 | "What'd I Say"                                             | 6          | 1          |           |
| 1959 | "I'm Movin' On"                                            | 40         | 11         |           |
| 1960 | "Come Rain Or Come Shine"                                  | 83         |            |           |
| 1960 | "Don't Let the Sun Catch You Cryin'"                       | 95         | 17         |           |
| 1960 | "Let the Good Times Roll"                                  | 78         |            |           |
| 1960 | "Just For a Thrill"                                        |            | 16         |           |
| 1960 | "Hardhearted Hannah"                                       | 55         |            |           |
| 1960 | "Ruby"                                                     | 28         | 10         |           |
| 1960 | "Georgia On My Mind"                                       | 1          | 3          | 24        |
| 1960 | "Sticks and Stones"                                        | 40         | 2          |           |
| 1960 | "Tell the Truth"                                           |            | 13         |           |
| 1961 | "Hit The Road Jack"                                        | 1          | 1          | 6         |
| 1961 | "I'm Gonna Move to the Outskirts of Town"                  | 84         | 25         |           |
| 1961 | "I've Got News For You"                                    | 66         | 8          |           |
| 1961 | "One Mint Julep"                                           | 8          | 1          |           |
| 1961 | "Them That Got"                                            | 58         | 10         |           |
| 1962 | "At The Club"                                              | 44         | 7          |           |
| 1962 | "Baby It's Cold Outside" (amb Betty Carter)                | 91         |            |           |
| 1962 | "Born to Lose"                                             | 41         |            |           |
| 1962 | "But On the Other Hand Baby"                               | 72         | 10         |           |
| 1962 | "Careless Love"                                            | 60         |            |           |
| 1962 | "Unchain My Heart"                                         | 9          | 1          |           |
| 1962 | "I Can't Stop Loving You"                                  | 1          | 1          | 1         |
| 1962 | "You Don't Know Me"                                        | 2          | 5          | 9         |
| 1962 | "Hide Nor Hair"                                            | 20         | 7          |           |
| 1962 | "You Are My Sunshine"                                      | 7          | 1          |           |
| 1962 | "Your Cheating Heart"                                      | 29         | 23         |           |
| 1963 | "Busted"                                                   | 4          | 3          |           |
| 1963 | "Take These Chains From My Heart"                          | 8          | 7          | 5         |
| 1963 | "Don't Set Me Free"                                        | 20         | 9          |           |
| 1963 | "No One"                                                   | 21         | 9          |           |
| 1963 | "Without Love (There Is Nothing)"                          | 29         | 15         |           |
| 1963 | "The Brightest Smile in Town"                              | 92         |            |           |
| 1964 | "Baby, Don't You Cry"                                      | 39         | 39         |           |
| 1964 | "Love Me With All Your Heart"                              | 3          |            |           |
| 1964 | "My Heart Cries For You"                                   | 38         | 38         |           |
| 1964 | "No One to Cry To"                                         | 55         | 55         |           |
| 1964 | "Smack Dab In the Middle"                                  | 52         | 52         |           |
| 1964 | "A Tear Fell"                                              | 50         | 50         |           |
| 1965 | "Cry"                                                      | 58         |            |           |
| 1965 | "I Got a Woman (Part One)"                                 | 79         |            |           |
| 1965 | "I'm a Fool to Care"                                       | 84         |            |           |
| 1965 | "Makin' Whoopee"                                           | 46         | 14         |           |
| 1965 | "One More Time"                                            | 32         |            |           |
| 1966 | "Crying Time"                                              | 6          | 5          |           |
| 1966 | "I Chose to Sing the Blues"                                | 32         | 22         |           |
| 1966 | "Let's Go Get Stoned"                                      | 31         | 1          |           |
| 1966 | "I Don't Need No Doctor"                                   | 72         | 45         |           |
| 1966 | "Please Say You're Fooling"                                | 64         |            |           |
| 1966 | "Together Again"                                           | 19         | 10         |           |
| 1967 | "In the Heat of the Night"                                 | 33         | 21         |           |
| 1967 | "Yesterday"                                                | 25         | 9          |           |
| 1968 | "Come Rain Or Come Shine"                                  | 98         |            |           |
| 1968 | "Eleanor Rigby"                                            | 35         | 30         |           |
| 1968 | "Understanding"                                            | 46         | 13         |           |
| 1969 | "If It Wasn't For Bad Luck"                                | 77         | 21         |           |
| 1969 | "We Can Make It"                                           |            | 31         |           |
| 1970 | "If You Were Mine"                                         | 41         | 19         |           |
| 1971 | "Don't Change On Me"                                       | 36         | 13         |           |
| 1971 | "Feel So Bad"                                              | 68         | 16         |           |
| 1971 | "Booty Butt"                                               | 31         |            |           |
| 1972 | "Look What They've Done to My Song, Ma"                    | 65         | 25         |           |
| 1972 | "What Am I Living For"                                     | 54         |            |           |
| 1973 | "Come Live With Me"                                        | 82         | 30         |           |
| 1973 | "I Can Make It Thru The Days (But Oh Those Lonely Nights)" | 81         | 21         |           |
| 1975 | "Living For the City"                                      | 91         | 22         |           |
| 1976 | "America the Beautiful"                                    |            | 98         |           |
| 1978 | "I Can See Clearly Now"                                    |            | 35         |           |
| 1979 | "Just Because"                                             |            | 69         |           |
| 1983 | "3/4 Time"                                                 |            |            |           |
| 1983 | "Ain't Your Memory Got No Pride At All                     |            |            |           |
| 1983 | "Born to Love Me"                                          |            |            |           |
| 1983 | "We Didn't See a Thing"                                    |            |            |           |
| 1984 | "Seven Spanish Angels" (amb Willie Nelson)                 |            |            |           |
| 1985 | "I Ain't Gotta Worry My Mind"                              |            |            |           |
| 1985 | "Two Old Cats Like Us"                                     |            |            |           |
| 1986 | "Dixie Moon"                                               |            |            |           |
| 1986 | "The Pages of My Mind"                                     |            |            |           |
| 1990 | "I'll Be Good To You" (amb Quincy Jones & Chaka Khan)      | 18         | 1          |           |
| 1993 | "A Song For You"                                           |            | 57         |           |
| 2002 | "Mother"                                                   |            | 72         |           |
| 2005 | "Walkin' & Talkin'"                                        |            |            |           |
| 2005 | "You Don't Know Me" (amb Diana Krall)                      |            |            |           |

### Àlbums
- 1957: Ray Charles (or, Hallelujah I Love Her So)
- 1957: The Great Ray Charles
- 1957: Yes Indeed!
- 1958: Soul Brothers (amb Milt Jackson)
- 1958: Soul Meeting (amb Milt Jackson)
- 1959: What'd I Say
- 1959: The Genius of Ray Charles
- 1960: In Person
- 1960: Genius Hits the Road
- 1960: Dedicated to You
- 1961: Ray Charles and Betty Carter
- 1961: Genius + Soul = Jazz
- 1962: ninguno no tenia
- 1962: Modern Sounds In Country and Western Music Volume Two
- 1963: Ingridients in a Recipe For Soul
- 1964: Sweet & Sour Tears
- 1964: Have A Smile With Me
- 1965: Live in Concert
- 1965: Together Again
- 1966: Crying Time
- 1966: Ray's Moods
- 1967: Invites You to Listen
- 1968: Portrait of Ray
- 1968: I'm All Yours Baby!
- 1969: Doing His Thing
- 1970: Love Country Style
- 1970: My Kind of Jazz
- 1971: Volcanic Action of My Soul
- 1972: A Message From the People
- 1972: Through the Eyes of Love
- 1972: Jazz Number II
- 1974: Come Live With Me
- 1975: Renaissance
- 1975: My Kind of Jazz, Part 3
- 1977: True to Life
- 1978: Love & Peace
- 1979: Ain't It So
- 1980: Brother Ray Is At It Again
- 1983: Wish You Were Here Tonight
- 1984: Do I Ever Cross Your Mind
- 1984: Friendship
- 1985: The Spirit of Christmas
- 1986: From the Pages of My Mind
- 1988: Just Between Us
- 1990: Would You Believe?
- 1993: My World
- 1996: Strong Love Affair
- 2002: Thanks For Bringing Love Around Again
- 2004: Genius Loves Company
- 2005: Genius & Friends

## Premis
| Any  | Títol                                               | Categoria                             | Gènere |
| ---- | --------------------------------------------------- | ------------------------------------- | ------ |
| 1960 | Let the good times roll                             | Millor actuació de R&B                | R&B    |
| 1960 | Georgia on my mind                                  | Millor actuació masculina en solitari | Pop    |
| 1960 | The Genius of Ray Charles                           | Millor àlbum masculi                  | Pop    |
| 1960 | Georgia on my mind                                  | Millor cançó masculina                | Pop    |
| 1961 | Hit the road Jack                                   | Millor gravació de R&B                | R&B    |
| 1962 | I can't stop loving you                             | Millor gravació de R&B                | R&B    |
| 1963 | Busted                                              | Millor gravació de R&B                | R&B    |
| 1966 | Crying time                                         | Millor actuació de R&B                | R&B    |
| 1966 | Crying time                                         | Millor gravació de R&B                | R&B    |
| 1975 | Living for the city                                 | Millor actuació vocal masculina       | R&B    |
| 1990 | I'll be good to you (amb Chaka Khan y Quincy Jones) | Millor cançó de duet o grup           | R&B    |
| 1993 | A song for you                                      | Millor actuació vocal masculina       | R&B    |
| 2004 | Heaven help us all (amb Gladys Knight)              | Millor actuació gospel                | Gospel |
| 2004 | Genius Loves Company                                | Millor álbum                          | Pop    |
| 2004 | Here we go again (amb Norah Jones)                  | Enregistrament de l'any               |        |
| 2004 | Here we go again (amb Norah Jones)                  | Millor col·laboració                  | Pop    |
| 2004 | Genius Loves Company                                | Álbum de l'any                        |        |